# نادي شباب الريف الحسيمي
 نادي شباب الريف الحسيمي هو نادي رياضي مغربي يعتبر الممثل الأول لمدينة الحسيمة الواقعة في منطقة الريف شمال المغرب. تأسس سنة 1953  على يد الحوتي وشيبولا، كما كان لكل من أحمد العسراوي وبوخيار بانشو ومحمد العرصي وتوحيت دور مهم في التوقيع على شهادة الميلاد. مارس النادي في السنوات الثلاتة الأولى بعد نشأته في الأقسام الشرفية الإسبانية، وتحول بعد الاستقلال للممارسة في الأقسام الشرفية المغربية والتي بقي فيها قرابة نصف قرن قبل أن يتأتى له الصعود موسم 2007 لدوري الدرجة الثانية المغربي الذي حقق فيه الرتبة الرابعة موسم 2009 قبل أن يحقق الصعود للقسم الأول موسم 2010 بعد طول انتظار.  اعتمد الفريق في بداية مشواره الكروي على لاعبين مغاربة وإسبان، أمثال رافا وسالو فرناندو ورامون وميمون العرصي (شيبولا). تغير اسم شباب الحسيمة إلى الصحة العمومية ليعود سنة 1981 يحمل اسمه الأصلي.

## ملعب النادي

ملعب ميمون العرصي بسعة 12.000 متفرج معقل النادي، والذي يتقاسمه مع غريمه نادي رجاء الحسيمة

الملعب الحالي للنادي هو الملعب البلدي بالحسيمة، وهو معروف لدى جمهور النادي بـملعب ميمون العرصي، بني هذا الملعب في خمسينيات القرن الماضي أيام الاحتلال الإسباني لشمال المغرب.
انطلقت سنة 2010 أشغال إصلاح ملعب ميمون العرصي بمدينة الحسيمة، وتوسيع مدرجاته لتصل طاقته الاستيعابية إلى 12 ألف متفرج. وسيتم تكسية أرضية الملعب بعشب اصطناعي، بلغت التكلفة المالية للإصلاحات حوالي 4,5 مليون أورو، ويتضمن الشطر الأول منه بناء مستودعات للملابس وتوسيع المدرجات وتسقيفها. ويستجيب ملعب ميمون العرصي في هندسته وتوزيع فضاءاته إلى المعايير الدولية، في مجال السلامة وراحة المتفرجين وعلى نظام إنارة وممرات متسعة، وأحدث المعايير في مجال البناء المقاوم للزلازل، علاوة على تجهيزات وبنيات، منها قاعة لكمال الأجسام، ومنصة شرفية وقاعة للترويض الطبي، ومنصة مخصصة للصحافة ومرافق إدارية. كما يتم بناء محلات تجارية وعمارة من أربعة طوابق تخصص لإيواء اللاعبين. وفي ما يتعلق بالجانب البيئي ينتظر أن يحيط الملعب مساحات خضراء.

## شعار النادي

شعار شباب الريف الحسيمي (1953 - 2011)